# The Chimes
The Chimes er en britisk stumfilm fra 1914 af Thomas Bentley.

## Medvirkende
- Stewart Rome som Richard
- Violet Hopson som Meg Veck
- Warwick Buckland som Trotty Veck
- Harry Gilbey som Sir Richard Bowley
- Johnny Butt som Alderman Cute